# هری دین استنتون
هری دین استنتون (انگلیسی: Harry Dean Stanton; زاده ۱۴ ژوئیه ۱۹۲۶ – درگذشته ۱۵ سپتامبر ۲۰۱۷) یک هنرپیشه، موسیقی‌دان، خواننده آمریکایی بود.

## فیلم‌شناسی
از مهمترین پرونده کاری پنجاه ساله استنتون می‌توان به فیلم‌های اشاره کرد:
- قهرمانان کلی (۱۹۷۰)
- دلینگر (۱۹۷۳)
- زمان درستکاری (۱۹۷۸)
- بیگانه (۱۹۷۹)
- دکترهای جوان عاشق (۱۹۸۲)
- مرد مخزن (۱۹۸۴)
- پاریس، تگزاس (۱۹۸۴)
- زیبا در صورتی (۱۹۸۶)
- آخرین وسوسه مسیح (۱۹۸۸)
- رؤیای یک رؤیای کوچک (۱۹۸۹)
- از ته دل وحشی (۱۹۹۰)
- مسیر مردگان (۱۹۹۶)
- پایین پریسکوپ (۱۹۹۶)
- او خیلی دوست داشتنیه (۱۹۹۷)
- توانا (۱۹۹۸)
- مسیر سبز (۱۹۹۹)
- بیعانه (۲۰۰۱)
- داستان وندل بیکر
- شما، من و دوپری
- جهش بزرگ
- حماقت برای عشق
- زمانی برای کشتن
- سپیده‌دم سرخ
- زیبا در لباس صورتی
- گردباد
- امپراتوری درون (۲۰۰۷)